# Championnat de Bulgarie de football 1952
Navigation
Saison précédente Saison suivante
La saison 1952 du Championnat de Bulgarie de football était la 28e édition du championnat de première division en Bulgarie. Les douze meilleurs clubs du pays sont regroupés au sein d'une poule unique où ils s'affrontent deux fois au cours de la saison, à domicile et à l'extérieur. Pour permettre le passage la saison prochaine du championnat de 12 à 16 clubs, en fin de saison, les deux derniers au classement sont relégués et remplacés par 6 clubs de deuxième division : les 3 meilleurs de Sofia et les 3 meilleurs de province.
C'est le CDNA Sofia, tenant du titre, qui remporte la compétition en terminant en tête du classement final, avec 7 points d'avance sur le DSO Spartak Sofia. C'est le 4e titre de champion de l'histoire du club.

## Les clubs participants
| - DSO Dinamo Sofia - DSO Udarnik Sofia - Promu de B PFG - DSO Spartak Pleven - Promu de B PFG - DSO Akademik Sofia - VMS Stalin - Promu de B PFG - CDNA Sofia | - DSO Spartak Stalin - DSO Lokomotiv Sofia - Promu de B PFG - DSO Lokomotiv Plovdiv - DSO Minyor Dimitrovo - DNV Plovdiv - DSO Spartak Sofia |

## Compétition

### Classement
Le barème utilisé pour établir le classement est le suivant :
- Victoire : 2 points
- Match nul : 1 point
- Défaite, abandon ou forfait : 0 point

| Rang | Équipe                | Pts | J  | G  | N | P  | Bp | Bc | Diff |
| ---- | --------------------- | --- | -- | -- | - | -- | -- | -- | ---- |
| 1    | CDNA Sofia T          | 33  | 22 | 13 | 7 | 2  | 38 | 12 | +26  |
| 2    | DSO Spartak Sofia     | 26  | 22 | 9  | 8 | 5  | 30 | 13 | +17  |
| 3    | DSO Lokomotiv Sofia P | 25  | 22 | 11 | 3 | 8  | 30 | 22 | +8   |
| 4    | DSO Spartak Pleven P  | 24  | 22 | 8  | 8 | 6  | 19 | 21 | -2   |
| 5    | DSO Dinamo Sofia      | 22  | 22 | 8  | 6 | 8  | 22 | 16 | +6   |
| 6    | DSO Lokomotiv Plovdiv | 22  | 22 | 9  | 4 | 9  | 24 | 26 | -2   |
| 7    | VMS Stalin P          | 22  | 22 | 8  | 6 | 8  | 22 | 32 | -10  |
| 8    | DSO Udarnik Sofia P C | 21  | 22 | 8  | 5 | 9  | 29 | 22 | +7   |
| 9    | DNA Plovdiv           | 19  | 22 | 9  | 1 | 12 | 17 | 25 | -8   |
| 10   | DSO Minyor Dimitrovo  | 18  | 22 | 7  | 4 | 11 | 26 | 34 | -8   |
| 11   | DSO Akademik Sofia    | 18  | 22 | 6  | 6 | 10 | 19 | 32 | -13  |
| 12   | DSO Spartak Stalin    | 14  | 22 | 4  | 6 | 12 | 16 | 37 | -21  |

|  | Champion de Bulgarie 1952                                                          |
|  | Participation au barrage de promotion-relégation                                   |
|  | Relégation directe en B PFG                                                        |
|  | T Tenant du titre C Vainqueur de la Coupe de Bulgarie P Promu de deuxième division |

## Bilan de la saison
| Championnat de Bulgarie de football 1952 | |
| Champion                                 | CDNA Sofia (4e titre) |
| Coupes et trophées                       | |
| Vainqueur de la Coupe de Bulgarie 1952   | DSO Udarnik Sofia |
| Promotions et relégations                | |
| Promus en A PFL                          | VVS Sofia DSO Stroitel Sofia DSO Cherveno zname Sofia DSO Cherveno zname Stanke Dimitrov DSO Akademik Stalin DSO Spartak Plovdiv |
| Relégués en B PFL                        | DSO Akademik Sofia |
| Relégués en B PFL                        | DSO Spartak Stalin |